# Jüdische Gemeinde Bad Mingolsheim
Die Entstehung der Jüdischen Gemeinde in Bad Mingolsheim, heute ein Gemeindeteil von Bad Schönborn im Landkreis Karlsruhe in Baden-Württemberg, geht in die Zeit des 18. Jahrhunderts zurück. Die jüdische Gemeinde wurde durch die Deportationen im Rahmen der sogenannten Wagner-Bürckel-Aktion 1940 ausgelöscht.

## Geschichte
In dem bis 1803 zum Hochstift Speyer gehörenden Ort wurden 1740 vier und 1785 sechs jüdische Familien gezählt. Die Gemeinde besaß eine Synagoge, eine jüdische Schule (Friedrichstraße 25) und ein rituelles Bad (Mikwe). Die Toten der Gemeinde wurden bis 1878 auf dem jüdischen Friedhof in Obergrombach bestattet. 1878 wurde ein eigener Friedhof in Mingolsheim errichtet. Die jüdische Gemeinde hatte einen Lehrer angestellt, der zugleich als Vorbeter und Schochet tätig war. 1827 wurde die Gemeinde dem Bezirksrabbinat Bruchsal zugeteilt. Zur jüdischen Gemeinde Mingolsheim gehörten auch die in Bad Langenbrücken lebenden jüdischen Einwohner.

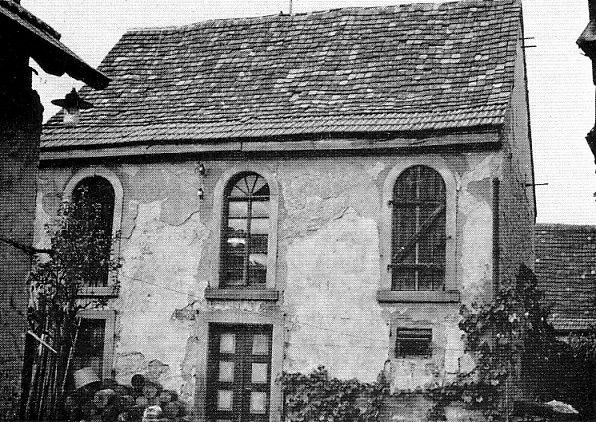
Historische Aufnahme der Synagoge, hofseitig

Die jüdischen Familien lebten hauptsächlich vom Vieh- und Getreidehandel. Um 1900 gründeten jüdische Unternehmer mehrere Zigarrenfabriken, von denen zwei noch 1933 betrieben wurden.

## Nationalsozialistische Verfolgung
Auf Grund der Folgen des wirtschaftlichen Boykotts und der Repressalien sind die meisten jüdischen Bürger verzogen bzw. ausgewandert. Zwischen 1935 und 1938 mussten alle jüdischen Unternehmen geschlossen werden. Beim Novemberpogrom 1938 wurde die Synagoge demoliert. Max Östreicher wurde verhaftet und in das KZ Dachau eingewiesen. Die letzten vier jüdischen Einwohner wurden am 22. Oktober 1940 nach Gurs deportiert.
Das Gedenkbuch des Bundesarchivs verzeichnet acht in Bad Mingolsheim geborene jüdische Bürger, die dem Völkermord des nationalsozialistischen Regimes zum Opfer fielen.

## Jüdische Einwohner in Bad Mingolsheim
| Jahr | Anzahl                          |
| ---- | ------------------------------- |
| 1825 | 43 Personen                     |
| 1836 | 54 Personen                     |
| 1871 | 69 Personen                     |
| 1875 | 77 Personen 3,9 % der Einwohner |
| 1880 | 70 Personen                     |
| 1890 | 60 Personen                     |
| 1900 | 52 Personen 2,5 % der Einwohner |
| 1910 | 32 Personen 1,4 % der Einwohner |
| 1925 | 24 Personen                     |
| 1933 | 13 Personen                     |
| 1940 | 4 Personen                      |